# Fluoxetin
Fluoxetin (handelsnavn Fontex®) er et antidepressivum af SSRI-typen. Fluoxetin blev først syntetiseret i 1970'erne af lægemiddelvirksomheden Eli Lilly og kom på markedet i USA i 1987 under handelsnavnet Prozac. Fluoxetin var dermed et af de første SSRI-lægemidler.
Fluoxetin anvendes primært til behandling af depression, obsessiv-kompulsiv tilstand (OCD) og bulimi.
Patentet på fluoxetin udløb i 2001 og der findes nu mange generiske præparater med lægemidlet.